# Rozpad Jugoslávie

Animace zobrazující rozpad SFR Jugoslávie v letech 1989 až 2008. Barvy představují různé oblasti pod kontrolou.

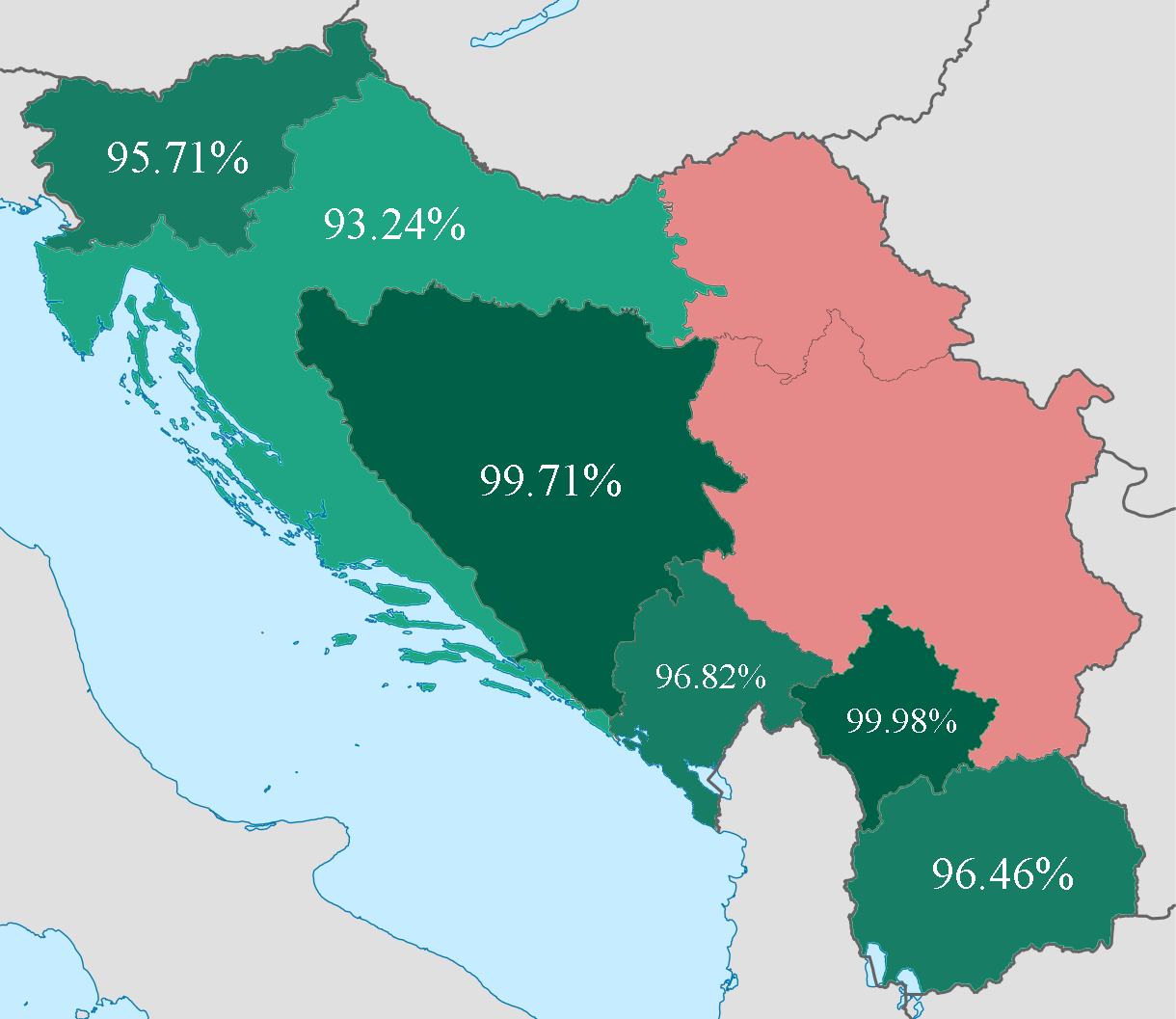
Výsledky referend o nezávislosti v Jugoslávii v letech 1990-1992 a procento hlasů pro.

K rozpadu Jugoslávie došlo v důsledku řady politických otřesů a konfliktů na počátku 90. let. Po období politické a ekonomické krize v 80. letech se jednotlivé republiky Socialistické federativní republiky Jugoslávie oddělily, ale nevyřešené problémy způsobily hořké mezietnické jugoslávské války. Války postihly především Bosnu a Hercegovinu, sousední části Chorvatska a o několik let později Kosovo.
Po vítězství Spojenců ve druhé světové válce byla Jugoslávie zřízena jako federace šesti republik s hranicemi vytyčenými podle etnických a historických linií: Bosna a Hercegovina, Chorvatsko, Makedonie, Černá Hora, Srbsko a Slovinsko. Kromě toho byly v Srbsku zřízeny dvě autonomní provincie: Vojvodina a Kosovo. Každá z republik měla své zastoupení ve stranickém Svazu komunistů Jugoslávie, měla vládnoucí elitu a případné napětí se řešilo na federální úrovni. Jugoslávský model státní organizace, stejně jako „střední cesta“ mezi plánovanou a liberální ekonomikou, byl relativním úspěchem a země zažila za Josipa Broze Tita období silného hospodářského růstu a relativní politické stability až do 80. let 20. století. Po jeho smrti v roce 1980 se oslabený systém federální vlády nedokázal vyrovnat s rostoucími ekonomickými a politickými výzvami.
V 80. letech začali kosovští Albánci po protestech v roce 1981 požadovat, aby jejich autonomní provincii byl udělen status konstituční republiky. Etnické napětí mezi Albánci a kosovskými Srby zůstávalo silné po celou dekádu, což mělo za následek nárůst srbské opozice vůči vysoké autonomii provincií a neúčinný systém konsensu na federální úrovni napříč Jugoslávií, které byly vnímány jako překážka pro srbské zájmy. V roce 1987 se v Srbsku dostal k moci Slobodan Milošević a prostřednictvím řady populistických kroků získal de facto kontrolu nad Kosovem, Vojvodinou a Černou Horou, čímž mezi Srby získal vysokou podporu pro svou centralistickou politiku. Milošević se setkal s odporem stranických vůdců západních konstitučních republik Slovinska a Chorvatska, kteří také obhajovali větší demokratizaci země v souladu s revolucemi z roku 1989 ve východní Evropě. Svaz komunistů Jugoslávie byl v lednu 1990 rozpuštěn podél federálních hranic. Republikánské komunistické organizace se staly samostatnými socialistickými stranami.
Během roku 1990 socialisté (bývalí komunisté) ztratili moc ve prospěch etnických separatistických stran v prvních vícestranických volbách konaných po celé zemi, s výjimkou Srbska a Černé Hory, kde zvítězil Milošević a jeho spojenci. Nacionalistická rétorika na všech stranách byla stále vzrušenější. Mezi červnem 1991 a dubnem 1992 vyhlásily čtyři republiky nezávislost (ve federaci zůstaly pouze Srbsko a Černá Hora). Německo převzalo iniciativu a uznalo nezávislost Chorvatska a Slovinska. Ale postavení etnických Srbů mimo Srbsko a Černou Horu a etnických Chorvatů mimo Chorvatsko zůstalo nevyřešeno. Po řadě mezietnických incidentů následovaly jugoslávské války, nejprve v Chorvatsku a poté nejzávažněji v mnohonárodnostní Bosně a Hercegovině. Války zanechaly v regionu hospodářské a politické škody, které jsou zde po desetiletí stále citelné.